# The Northern Star
The Northern Star ist eine tägliche Zeitung, die Lismore in New South Wales, Australien, bedient. Die Zeitung gehört zu News Corp Australia.
The Northern Star wird in Lismore und den umliegenden Gemeinden vertrieben, von Tweed Heads im Norden bis Kyogle und Casino im Westen und Evans Head im Süden, einschließlich der Küstenstädte Byron Bay und Ballina.
Die Website von der Zeitung ist Teil des APN Regional News Network.

## Geschichte
Die erste zweiseitige Ausgabe von The Northern Star erschien am 13. Mai 1876 auf einer winzigen Albion-Handpresse.
1955 begann der Bau des Medienzentrums in Goonellabah, und 1957 erfolgte der Umzug aus dem Büro in der Molesworth Street.
1981 beauftragte The Northern Star eine sieben Einheiten umfassende Goss Urbanite Web Offset Druckmaschine, die in der Lage war, 20.000 56-seitige Exemplare – 1,12 Millionen Seiten – pro Stunde zu drucken.
Die Zeitung gehörte Northern Star Holdings, das in den 1980er Jahren ein Partner von Frank Lowys Westfield Capital Corporation wurde, bis Lowy 1988 beschloss, die nordaustralischen Zeitungen des Unternehmens zu verkaufen, um sich stattdessen auf den neu erworbenen Fernsehsender Ten Network zu konzentrieren. Die Zeitung wurde von Australian Provincial Newspapers (APN), jetzt Here, There & Everywhere, gekauft.
Im Jahr 2004 wurde die Druckmaschine auf zwölf Einheiten mit sechs automatischen Rollenwechsler von Enkel aufgerüstet, wodurch die Kapazität auf 3,2 Millionen Seiten pro Stunde oder 53.333 Seiten pro Minute erhöht wurde. Auch die Farbdruckkapazität wurde von 16 auf 48 Seiten Vollfarbe in einem Durchgang erhöht.
Die Auflage von The Northern Star betrug 2008 14.737 von Montag bis Freitag und 22.653 am Samstag. Zusammen mit vielen anderen regionalen australischen Zeitungen, die News Corp. gehören, stellte die Zeitung im Juni 2020 ihre Printausgaben ein und wurde zu einer reinen Online-Publikation.

## Digitalisierung
Die Zeitung wurde im Rahmen des Australian Newspapers Digitisation Program der National Library of Australia digitalisiert.